# Ptychadena mahnerti
Espèce
Statut de conservation UICN

 LC  : Préoccupation mineure
Ptychadena mahnerti est une espèce d'amphibiens de la famille des Ptychadenidae.

## Répartition
Cette espèce est endémique des hauts plateaux de la vallée du Grand Rift au Kenya. Elle se rencontre entre 1 900 et 2 550 m d'altitude sur le mont Elgon, dans les monts Tambach, les monts Njoro, les monts Aberdare, le mont Kenya et dans le massif Nyambeni,.

## Étymologie
Cette espèce est nommée en l'honneur de Volker Mahnert, compagnon de mission de Jean-Luc Perret.

## Publication originale
- Jean-Luc Perret, « Une nouvelle espèce du genre Ptychadena (Anura, Ranidae) du Kenya », Revue suisse de zoologie, MHNG, vol. 103,‎ 1996, p. 757–766 (ISSN 0035-418X, DOI 10.5962/BHL.PART.79973).